# Bauen
Bauen es una comuna suiza del cantón de Uri, ubicada al norte del cantón, en la ribera izquierda del lago de los Cuatro Cantones. Limita al norte con la comuna de Seelisberg, al este con Sisikon y Flüelen, y al sur con Isenthal.

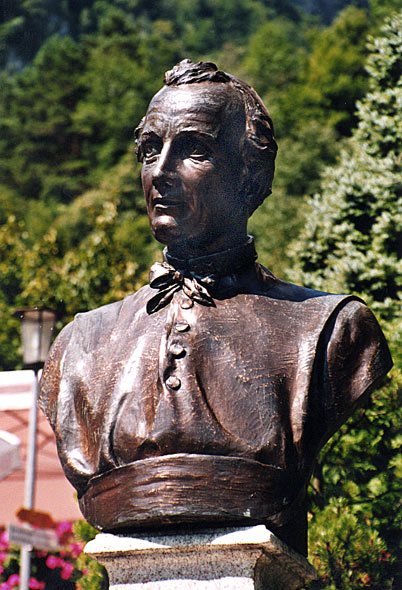
Monumento a Alberich Zwyssig en la localidad de Bauen.

Frente a la iglesia del pueblo se encuentra un busto conmemorativo en reconocimiento a Alberich Zwyssig, compositor del himno de Suiza que nació en esta comuna.